# Jonxa Vidal
Jon Xabier Vidal Alonso (Lejona, Vizcaya, 20 de julio de 1991), más conocido como Jonxa Vidal, es un futbolista español que juega en la posición de lateral izquierdo.

## Trayectoria
Jonxa se formó en la cantera del Athletic Club, donde pasó cerca de doce años en todos sus escalafones inferiores. Debutó en el primer equipo, el 28 de noviembre de 2012, en un partido intrascendente de Liga Europa.
En la temporada 2014/15 dejó la disciplina del filial rojiblanco para enrolarse en las filas del Barakaldo. En el cuadro barakaldarra ha disputado un total de 36 partidos, 31 de ellos como titular, marcando cuatro tantos. En julio de 2015 firmó con el F. C. Cartagena, jugando para el equipo murciano media temporada. En enero de 2016 fichó por el C. D. Guijuelo, donde pasó temporada y media. En verano de 2017 fichó por el Arenas Club. El 5 de julio de 2018 fichó por el C. F. Talavera, también de Segunda División B. Dos años después se incorporó al C. D. Ebro.
El 1 de febrero de 2021 firmó por el C. D. El Ejido 2012. Tras completar temporada y media en el conjunto ejidense y no ser renovado, se incorporó al club asturiano del Real Avilés, que militaba en el Grupo I de la Segunda Federación.
Tras rescindir su contrato con el club realavilesino, el 17 de enero de 2023, fichó por el Águilas F. C. del Grupo XIII de la Tercera Federación.En verano de 2023 se incorporó al Urdúliz FT de Tercera Federación.

## Clubs
| Club                | País   | Año       |
| ------------------- | ------ | --------- |
| C. D. Basconia      | España | 2010-2011 |
| Bilbao Athletic     | España | 2011-2014 |
| Barakaldo C. F.     | España | 2014-2015 |
| F. C. Cartagena     | España | 2015-2016 |
| C. D. Guijuelo      | España | 2016-2017 |
| Arenas Club         | España | 2017-2018 |
| C. F. Talavera      | España | 2018-2020 |
| C. D. Ebro          | España | 2020-2021 |
| C. D. El Ejido 2012 | España | 2021-2022 |
| Real Avilés C. F.   | España | 2022-2023 |
| Águilas F. C.       | España | 2023      |
| Urdúliz FT          | España | 2023-2024 |